# Илија Илић (солунски добровољац)
Илија Илић (Лабуништа, 1879 - 1942) био је солунски добровољац и херој из Првог светског рата, о коме је Политика писала 4. априла 1941. године.

## Биографија
Илија Илић рођен је 1879. године у Лабуништу код Струге у сиромашној породици. Био је печалбар, зарађивао је као надничар да би прехранио породицу. Први светски рат га је затекао у Румунији и одмах је одлучио да се као добровољац прикључи српској војсци.

## Солунски фронт
О његовом путешествију, које је трајало укупно 6 месеци, писала је Политика 4. априла 1941. године. Милисав Антонијевић учитељ из места Подгорци, тадашњи дописник Политике из Дримкола, описао је путешествије Илије Илића, који је пешице, од Румуније, преко Русије - Одесе, јужних делова Сибира, стигао до Манџурије. Па даље, преко Кине, а онда морем до Јапана. И на крају, од Јапана, бродом до Солуна. У Солуну је прихваћен у 21. пешадијском пуку, а командант пука, г. пуковник Божидар Јанковић похвалио га је пред свим војницима за пожртвованост и родољубље. У овом тексту у Политици, остала је записана изјава Илије Илића о тим временима: "Није се тад мислило на голи живот, на муке, патње и ране, него на то ко ће се пре жртвовати за свој народ и  своју отаџбину. А за то што смо такви скоро сви били, ми смо слободу стекли". Неколико пута је рањен а носилац је више одликовања. Нерадо се подсећао и причао о ратним догађајима.

## Послератни период
После рата када је демобилисан, вратио се у родно село и до краја живота живео је у крајњем сиромаштву. Разболео се 1942. године и умро, а сахрањен је у родном Лабуништу.